# Aéroport international Eugene Correia
L'aéroport international Eugene Correia (code IATA : OGL • code OACI : SYEC), anciennement aéroport d'Ogle, est situé sur la côte atlantique du Guyana, 6 km à l'est de la capitale, Georgetown, dans la région du Demerara-Mahaica du Guyana.

## Situation
| \| 20 km1:1 878 000 \| Georgetown-Cheddi Jagan Kaieteur Georgetown-Ogle |
| 20 km1:1 878 000                                                        |

## Compagnies aériennes et destinations
| Compagnies           | Destinations                                                        |
| -------------------- | ------------------------------------------------------------------- |
| Caribbean Airlines   | Bridgetown-Grantley-Adams, Port-d'Espagne - Piarco                  |
| Gum Air              | Paramaribo-Zorg en Hoop                                             |
| Trans Guyana Airways | Kaieteur, Lethem, Paramaribo-J. A. Pengel, Paramaribo-Zorg en Hoop, |

Édité  le 09/07/2019  Actualisé le 5/12/2023